# Stena Jutlandica (Schiff, 1996)
Die Stena Jutlandica ist eine schwedische RoPax-Fähre der Stena Line.

## Geschichte
Das Schiff wurde im März 1996 als Stena Jutlandica von der Werft Van der Giessen-De Noord abgeliefert. Für kurze Zeit nach der Ablieferung bis August 1996 fuhr das Schiff als Stena Jutlandica III. Das Schiff wird zwischen Göteborg und Frederikshavn eingesetzt.
Am 23. Januar 1998 kollidierte die Fähre bei Göteborg mit dem Tanker Brevik. Am 19. Juli 2015 kollidierte sie ebenfalls bei Göteborg mit dem Tanker Ternvind.
Die Stena Jutlandica ist das erste von zwei ähnlichen Schiffen, die von Van der Giessen de Noord gebaut wurden. Das zweite Schiff, die Isle of Inishmore, verbindet das walisische Pembroke mit dem irischen Rosslare Harbour.

## Innovationen
Im Rahmen des Stena-Energiesparprogramms werden viele innovative Umweltprojekte verfolgt, unter anderen wurden von 2011 bis 2012 Versuche mit Windturbinen durchgeführt. Dazu wurden auf der Stena Jutlandica auf dem Vordeck zwei Windturbinen auf 4 m hohen Masten installiert, die 4-kW-Generatoren antreiben. Sie sollten nach Stena-Angaben etwa 23.000 kWh pro Jahr erzeugen. Der Strom wurde genutzt, um die Beleuchtung auf dem Autodeck des Schiffes zu versorgen.
Seit 2018 wird auf der Stena Jutlandica der E-Speicherbetrieb mit Akkumulatoren getestet, um praktische Erfahrungen für das Projekt „Stena Electrica“ zu sammeln.

## Galerie

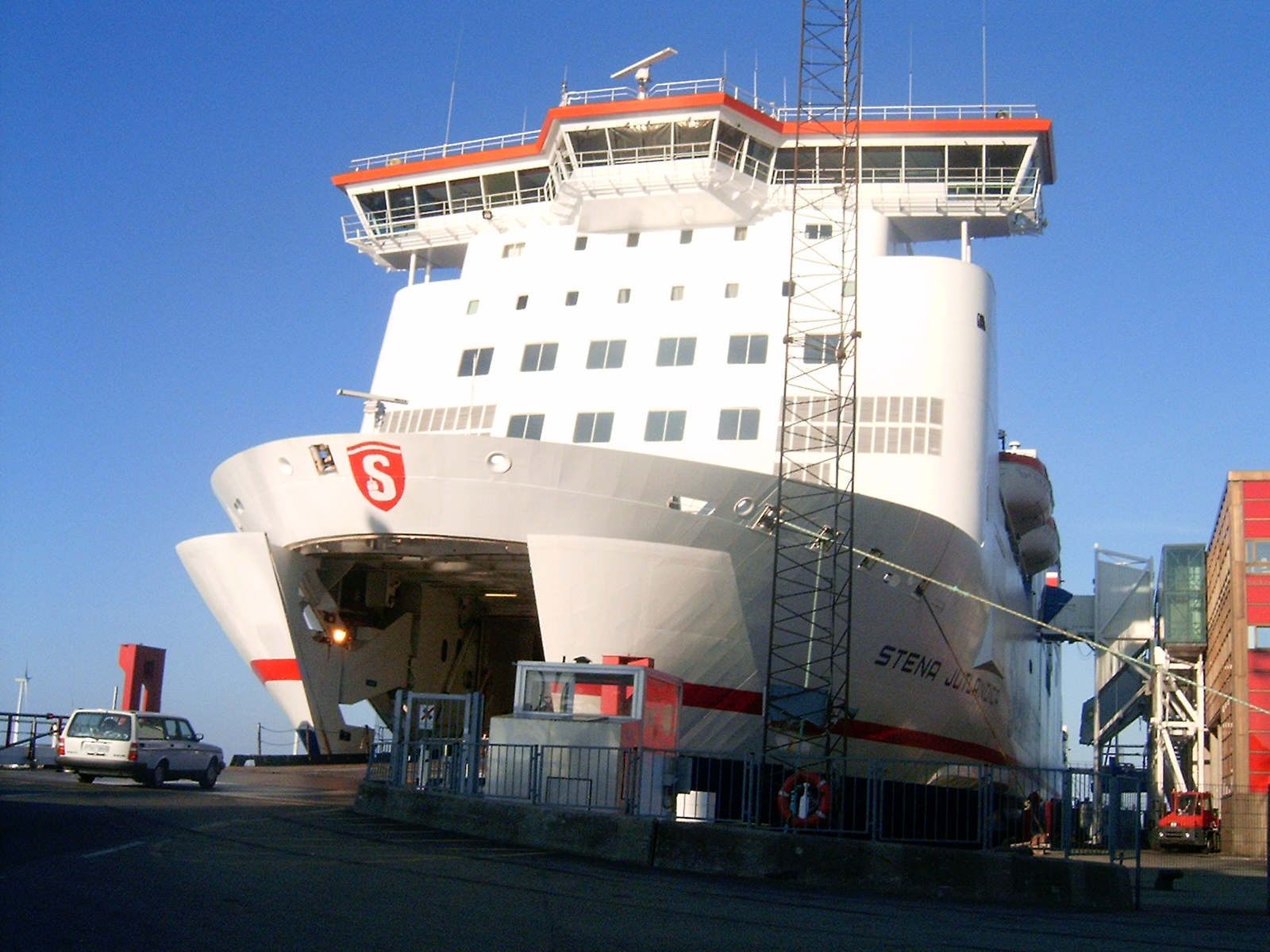
Stena Jutlandica, Beladen über die Bugrampe
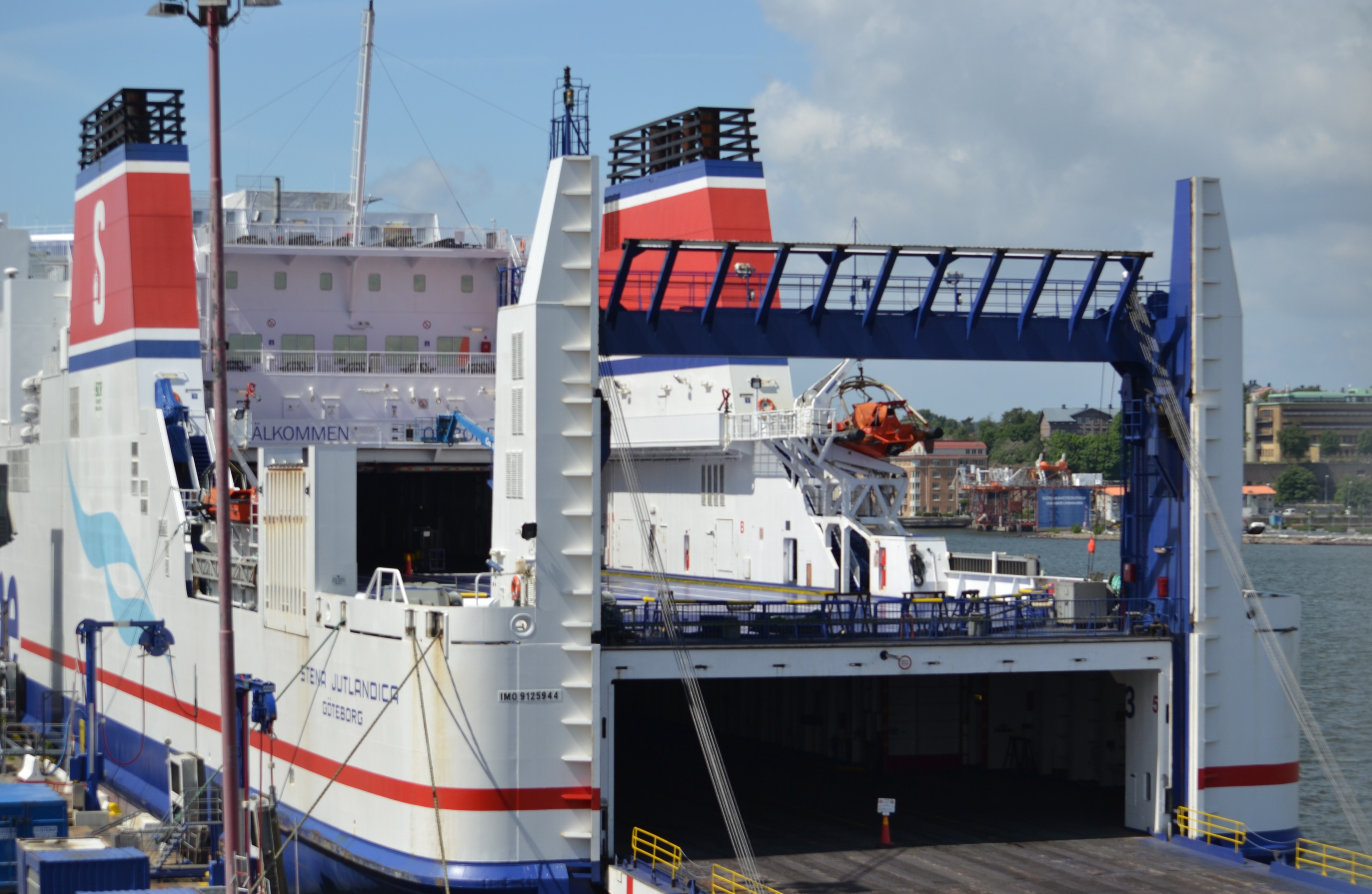
Stena Jutlandica, Entladen über die Heckrampe
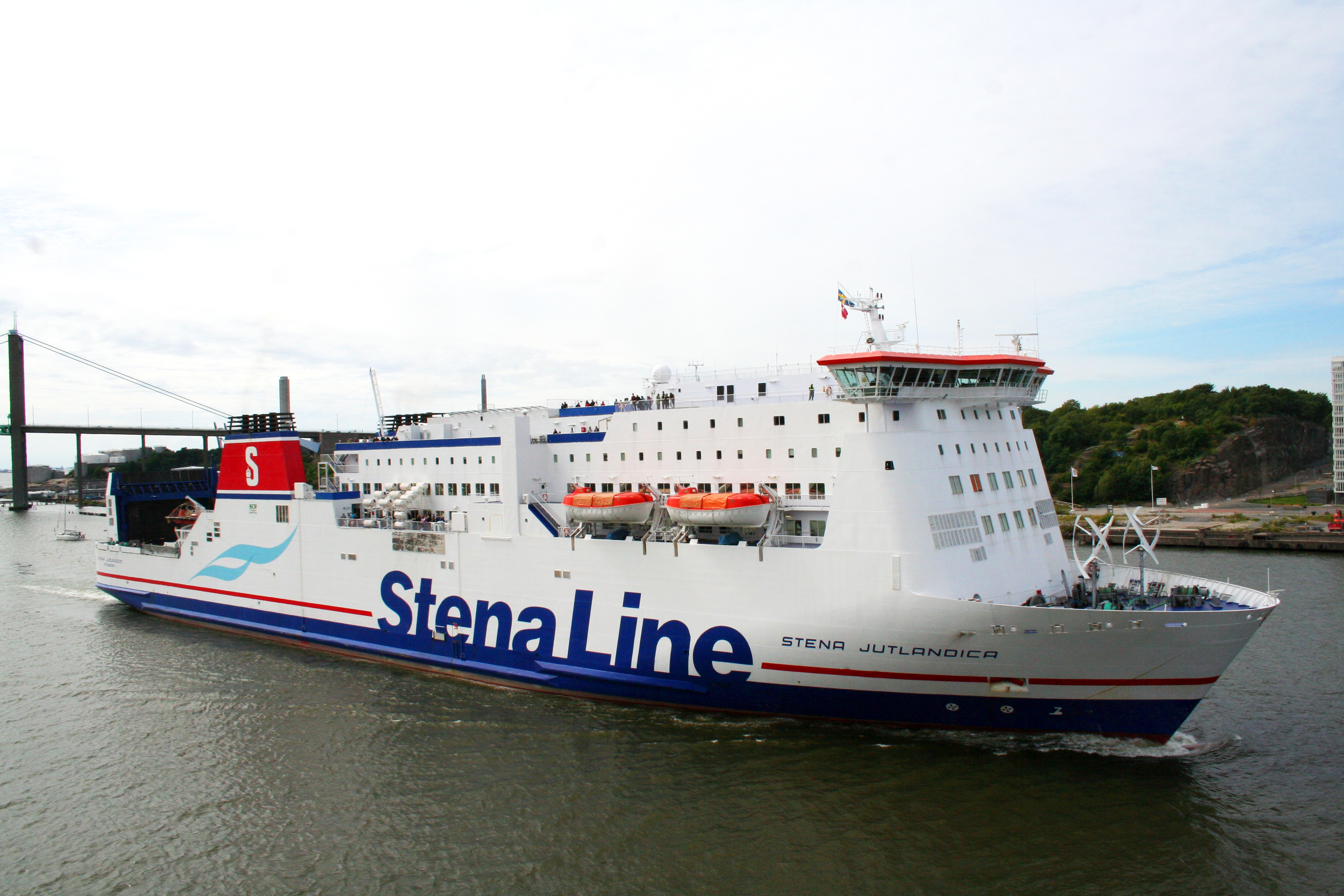
Stena Jutlandica mit Windturbinen auf dem Vordeck